# David Aubry
Pour les articles homonymes, voir Aubry.
David Aubry, né le 8 novembre 1996 à Saint-Germain-en-Laye, est un nageur français. Originaire de Villennes-sur-Seine et licencié au Montpellier Méditerranée Métropole u.c. Natation, il s'entraîne au centre d'entraînement de Neptune à Montpellier avec Philippe Lucas.

## Carrière
David Aubry remporte la médaille d'or du 7,5 km aux Championnats d'Europe juniors de nage en eau libre en 2014.
Il remporte le titre national du 800 mètres nage libre et du 1 500 mètres nage libre aux Championnats de France de natation en petit bassin 2017.
Aux Championnats de France de natation 2018 à Saint-Raphaël, il remporte le titre en 400 mètres nage libre, en 800 mètres nage libre et en 1 500 mètres nage libre.
Il est médaillé de bronze en relais mixte en eau libre aux Championnats d'Europe de natation 2018 à Glasgow avec Lara Grangeon, Lisa Pou et Marc-Antoine Olivier.
Il remporte le 400 mètres nage libre, le 800 mètres nage libre et le 1 500 mètres nage libre des Championnats de France de natation 2019.
Il remporte la médaille de bronze au 800 mètres nage libre des Championnats du monde de natation 2019, battant au passage le record de France en 7 min 42 s 08.
Il remporte deux médailles d'argent lors des Championnats d'Europe en petit bassin 2023 sur 1 500 mètres nage libre puis sur 800 mètres nage libre, étant à chaque fois devancé par l'Irlandais Daniel Wiffen,.
En 2024, il décroche la médaille de bronze lors du 1500 mètres nages libres des Championnats du monde de Doha.
Lors des Jeux Olympique de Paris 2024, il se qualifie pour la finale du 1500m nage libre en compagnie de l'autre nageur français, son compagnon d'entrainement, Damien Joly. Il se classe 7ᵉ de la finale en 14:44.66, signant ainsi le record de France sur la distance. Damien Joly est 8ᵉ en 14:52.61.

## Palmarès

### Championnats du monde

#### Grand bassin
- Championnats du monde 2019 à Gwangju ( Corée du Sud) :
  -  Médaille de bronze du 800 m nage libre.
- Championnats du monde 2024 à Doha ( Qatar) :
  -  Médaille de bronze du 1 500 m nage libre.

### Championnats d'Europe

#### Grand bassin
- Championnats d'Europe 2018 à Glasgow ( Royaume-Uni) :
  -  Médaille de bronze du relais mixte 5 km.